# Markaz as Sāḩil
Markaz as Sāḩil (arabiska: مركز الساحل) är en region i Egypten.   Den ligger i guvernementet Asyut, i den centrala delen av landet, 300 km söder om huvudstaden Kairo.